# ジャヤーヴァルマン8世
ジャヤーヴァルマン8世（クメール語: ជ័យវរ្ម័នទី៨, ラテン文字転写: Jayavarman VIII, 生年不詳 - 1295年）は、クメール王朝の第23代君主（在位：1243年 - 1295年）。その治世は52年間におよび、歴代クメール王の中でも最長を記録している。

## 生涯
先代の王インドラヴァルマン2世の子ともされているが、実際の関係は不明確な部分があると言われる。ただ、王族であったことは間違いないと見られる。
シヴァ派のヒンドゥー教を篤く信奉しており、既存の仏教勢力と対立したと見られる。即位した後、先々代の王ジャヤーヴァルマン7世がアンコール・ワット周辺に大量に建立したバンテアイ・クデイやタ・プローム、プリヤ・カーンといった仏教寺院から仏像を大量に撤去・破壊させてハリハラを祀ったヒンドゥー寺院に改造し、ガルダやナーガといったヒンドゥー教の神々の像や浮彫を数多く造成した。この事実は2001年になって大量の廃仏が発見されたことから判明した。このことなどから、ジャヤーヴァルマン8世の治世は従来の学説とは異なり衰退期ではなく、ジャヤーヴァルマン7世の寺院建立による財政難を克服したそれなりの繁栄期であったと考えられるようになった。
『真臘風土記』によると、1282年から1283年にかけてチャンパー侵攻に侵攻したモンゴル軍司令官のソゲドゥは虎符を帯びた万戸（トゥメン）と金牌を帯びた千戸（ミンガン）を真臘に派遣したが、使者は拘留されて帰ってくることはなかったとされる。一方、チャンパー側もモンゴル軍の侵攻を受けて「交趾（ヴェトナム＝陳朝）・真臘（カンボジア＝アンコール朝）・闍婆（ジャワ＝シンガサリ朝）諸国に援軍を要請した」との記録があり、ジャヤーヴァルマン8世はモンゴル・チャンパー両国から協力要請を受けた上で、チャンパーとの提携を選んだようである。なお、ソゲドゥが使者を派遣したのはソゲドゥがチャンパー国・大越国国境のウリク（烏里）地方に駐屯していた1283年後半頃のことと考えられ、使者は現在のベトナム国広治/Quảng Trị省からラオス国サワンナケート/Savannakhetを経てアンコール・トムに至ったものとみられる。1285年と1292年に大元ウルスに朝貢し、和を結んだ。
治世の晩年はスコータイ王朝との抗争で国土が荒廃した。また、バンテアイ・サムレを拡張し、マンガラールタを新たに建立している。1295年、長女シュリンドラブッペーシュヴァラチューダの夫であった仏教徒のインドラヴァルマン3世によって暗殺された。
没後の1296年に元の周達観らがインドラヴァルマン3世治下のクメールを訪問しており、周達観はその時の見聞を『真臘風土記』として著した。

## 参考資料
- George Cœdès (May 1, 1968). Walter F. Vella. ed. The Indianized States of South-East Asia. Susan Brown Cowing. trans. University of Hawaii Press. ISBN 978-0824803681
- レイ・タン・コイ（ドイツ語版） 著、石澤良昭 訳『東南アジア史』（増補新版）白水社〈文庫クセジュ〉、2000年4月30日。ISBN 978-4560058268。
- 石澤良昭『アンコール・王たちの物語 碑文・発掘成果から読み解く』NHK出版〈NHKブックス〉、2005年7月30日。ISBN 978-4140910344。
- 迫田龍 著「カンボジア文化講座」、大橋圭子 編『るるぶアンコールワット』JTBパブリッシング、2015年9月30日。ISBN 978-4533106668。
- 山本達郎『安南史研究』山川出版社、1950年